# Pol Amat
Pablo ("Pol") Amat Escudé (Barcelona, 18 juni 1978) is Spaans hockeyer. In 2008 werd hij verkozen tot World Hockey Player of the Year.
Amat maakte zijn debuut in de Spaanse hockeyploeg in 1995 op 17-jarige leeftijd. De Olympische Spelen van 1996 was zijn eerste grote toernooi waaraan hij deelnam en Spanje won zilver. Uiteindelijk nam Amat met de Spaanse ploeg deel aan vijf Spelen, waarbij op de Olympische Spelen van 2008 opnieuw de zilveren medaille werd behaald.
De aanvaller speelde vanaf zijn jeugd bij Club Egara, totdat hij in 2001 verkaste naar plaatsgenoot Real Club de Polo. In het seizoen 2005/2006 speelde hij even voor Amsterdam H&BC. In 2008 ging hij weer terug van Polo naar Egara.

## Onderscheidingen
- 2008 – FIH World Player of the Year